# Baisiepen
Baisiepen ist ein Ortsteil im Stadtbezirk Remscheid-Süd in der bergischen Großstadt Remscheid in Nordrhein-Westfalen.

## Geschichte
Erstmals urkundlich erwähnt wurde die Hofschaft 1369 unter der Bezeichnung „Beysiepen“, was so viel wie „bei dem Siepen“ bedeuten und auf den kleinen Bach hinweisen sollte.
Am südlichen Ortsausgang liegt ein unter Denkmalschutz stehendes Bauensemble: Baisieper Straße 8 und 10. Haus Nr. 10 ist die ehemalige Feilenschmiede Felten aus dem Jahr 1850 (erweitert 1880 und 1920). Das in schlechtem Zustand befindliche Gebäude wurde in den Jahren 2005–10 vorbildlich renoviert (Preis der Rheinischen Denkmalpflege 2010) und dient jetzt als Architekturbüro. Das gegenüber stehende Gebäude Nr. 8 war das zugehörige Wohnhaus und Kontorgebäude der Feilenschmiede.

## Lage und Beschreibung
Die Hofschaft liegt auf einem nach Süden abfallenden Hangrücken zwischen dem Baisieper Bachtal im Westen und dem Böker- und Tenter Bachtal im Osten. Westlich schließt sich die Hofschaft Struck an, nordöstlich die Siedlungen Neuenhof und Bökerhöhe. Das gleichnamige Gewässer „Baisiepen“ fließt nahe der Autobahn in den Tenter Bach.
Im Wesentlichen handelt es sich um eine Gegend mit überwiegender Wohnbebauung. Im Tal liegt das ca. 30 ha große Naturschutzgebiet Tenter Bach und Bökerbach mit Einzelvorkommen seltener Pflanzen.

## Infrastruktur
In Baisiepen sind Handwerksbetriebe und Künstler angesiedelt, ein Architekturbüro sowie das Landgasthaus „Baisieper Hof“ mit Kegelbahnen. Ferner befindet sich an der Baisieper Straße 118 seit 1982 die Tennisanlage Clubs Blau-Weiß e.V. mit einer öffentlichen Gastronomie („Intermezzo“).
Der Distrikt wird von der städtischen Buslinie 675 bedient.

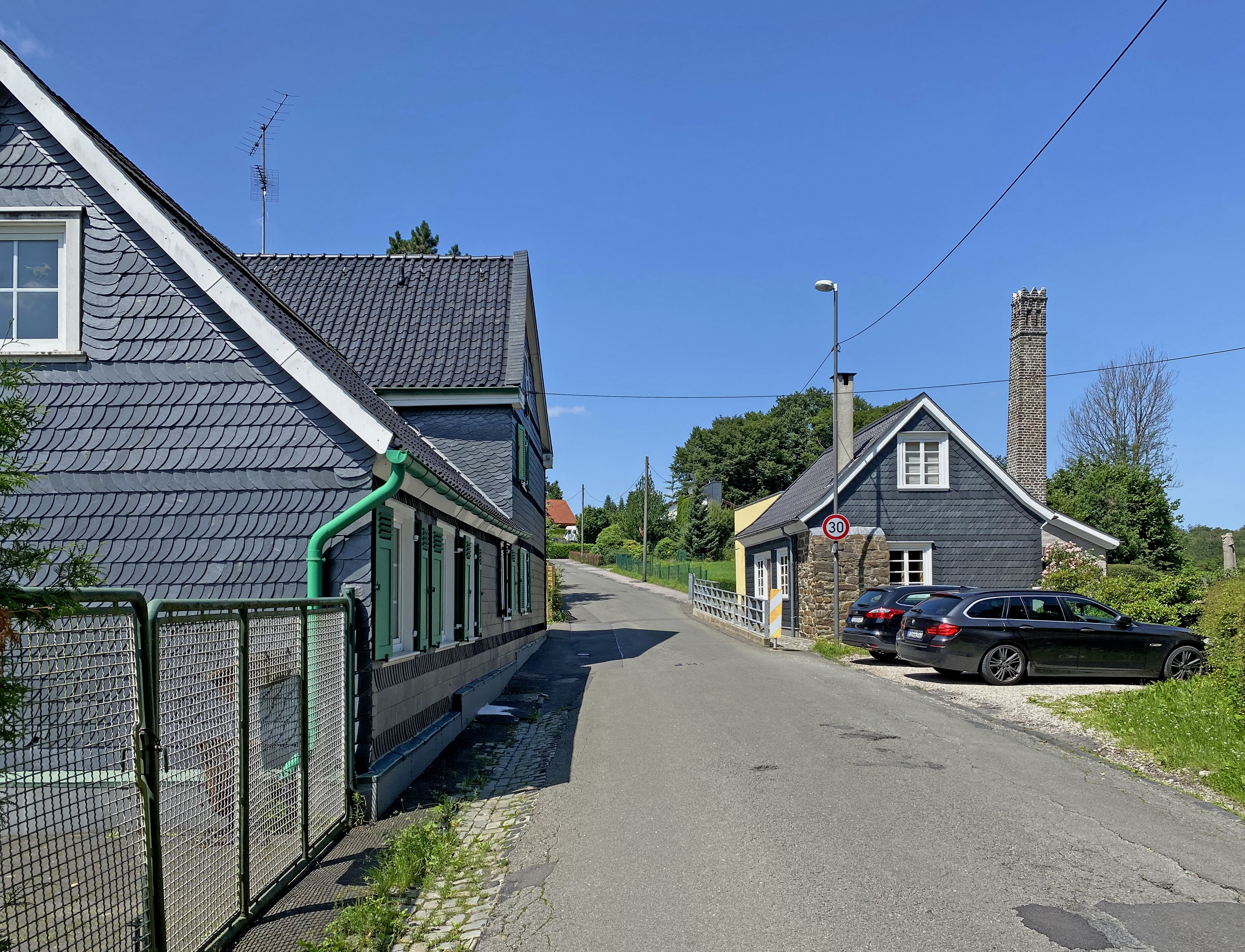
Baudenkmal-Ensemble Baisiepen 8–10
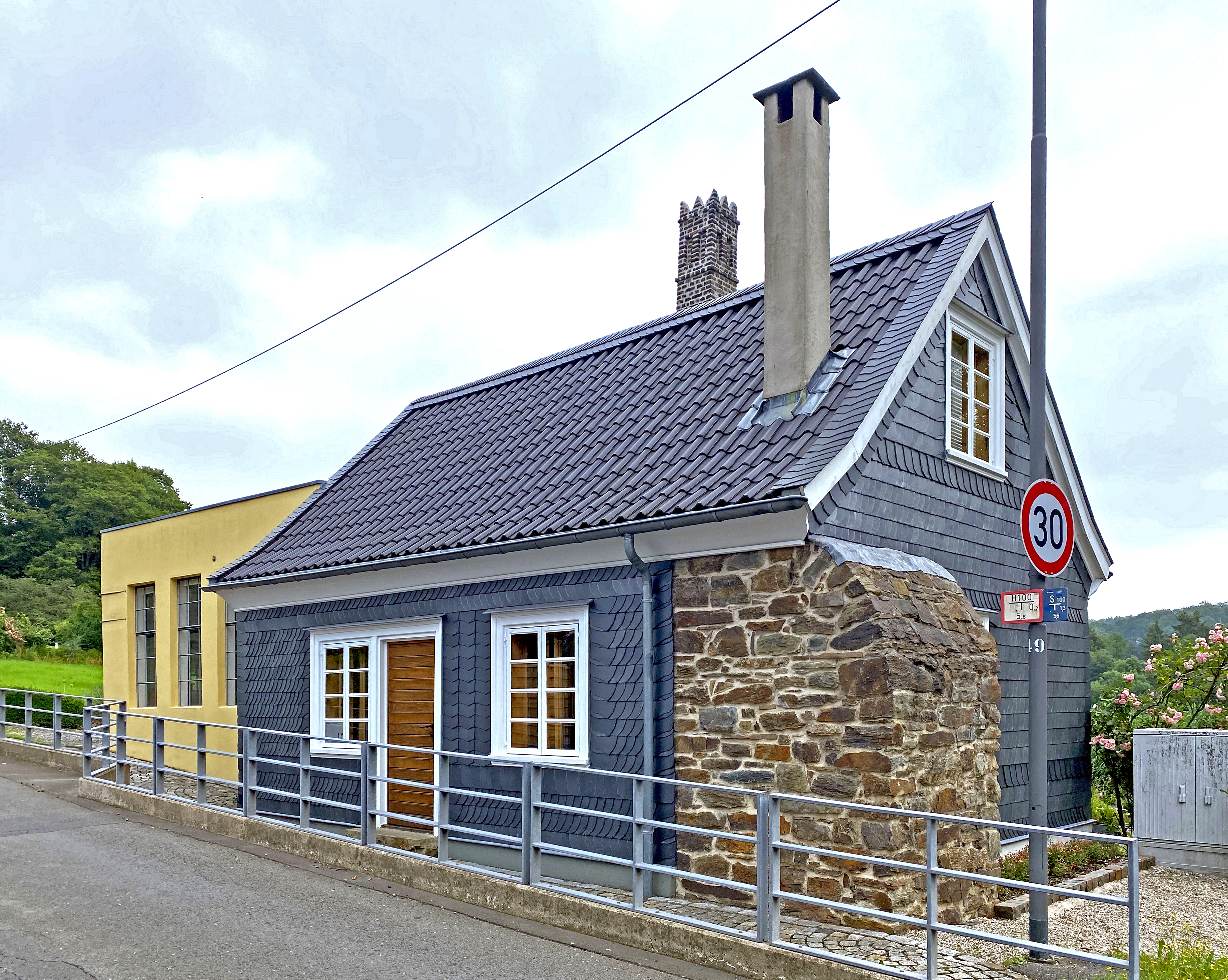
ehem. Feilenschmiede Felten Baisiepen 10
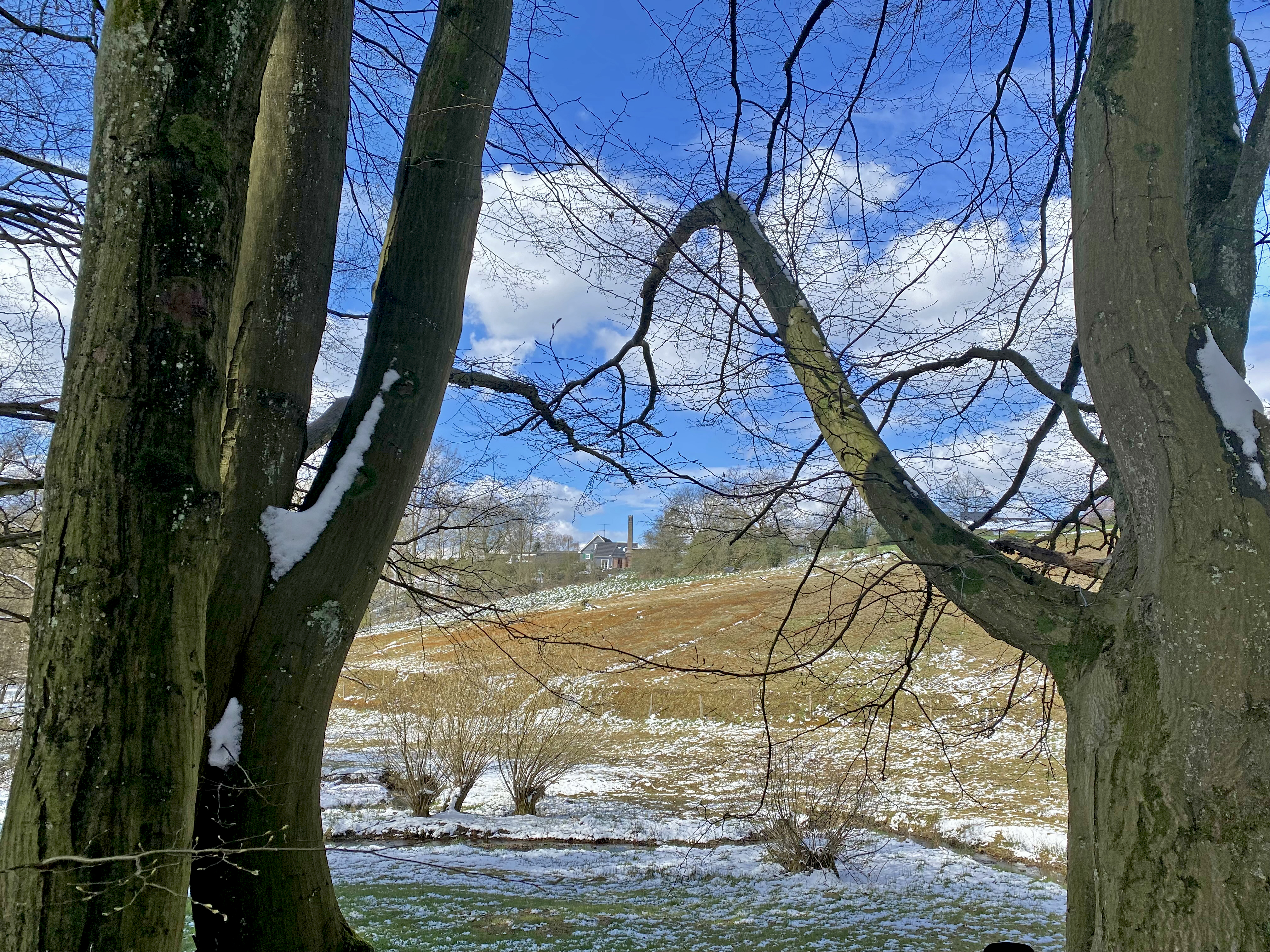
NSG Tenter Bach – Blick nach Baisiepen
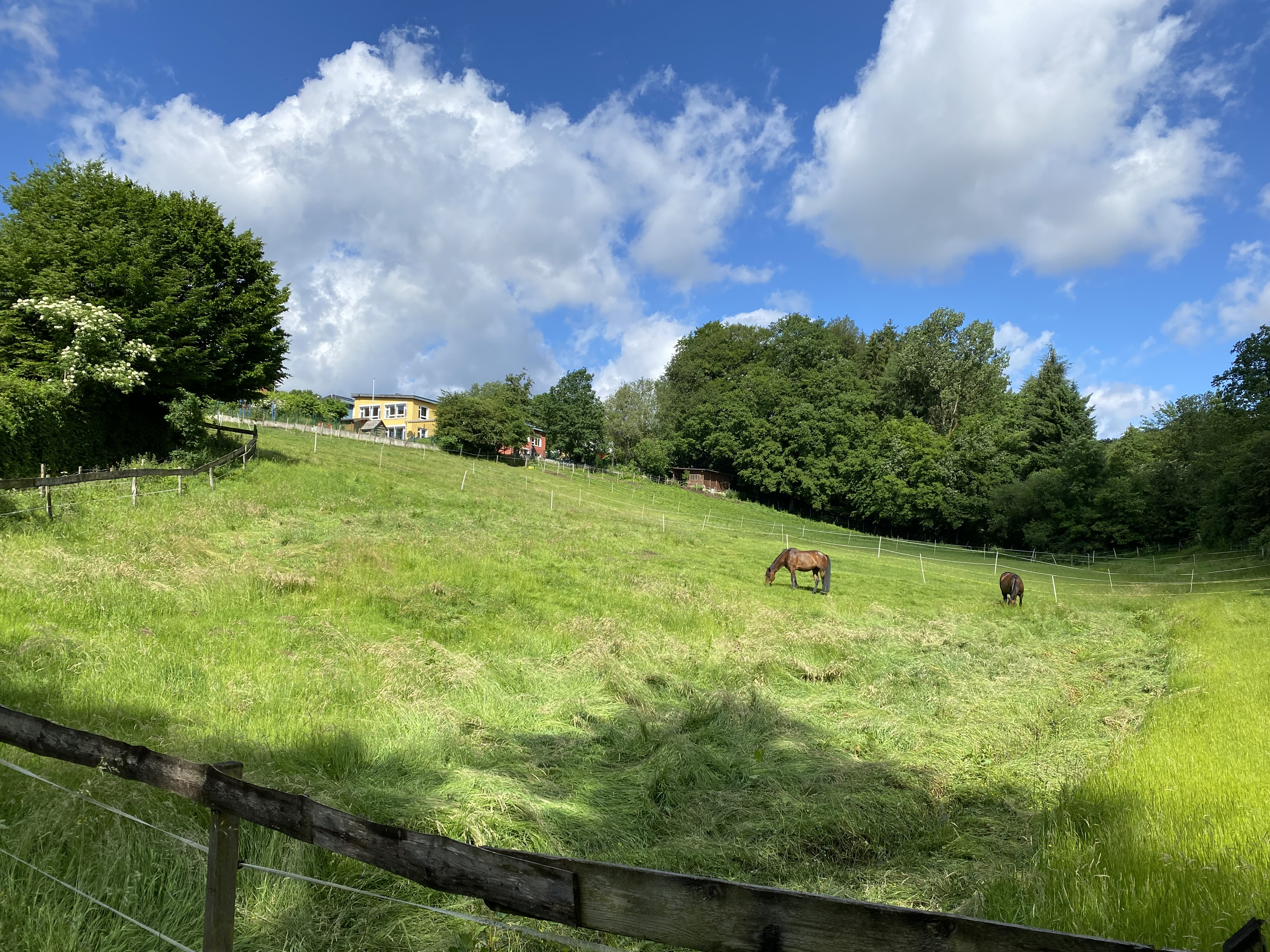
Mittleres Baisieper Bachtal
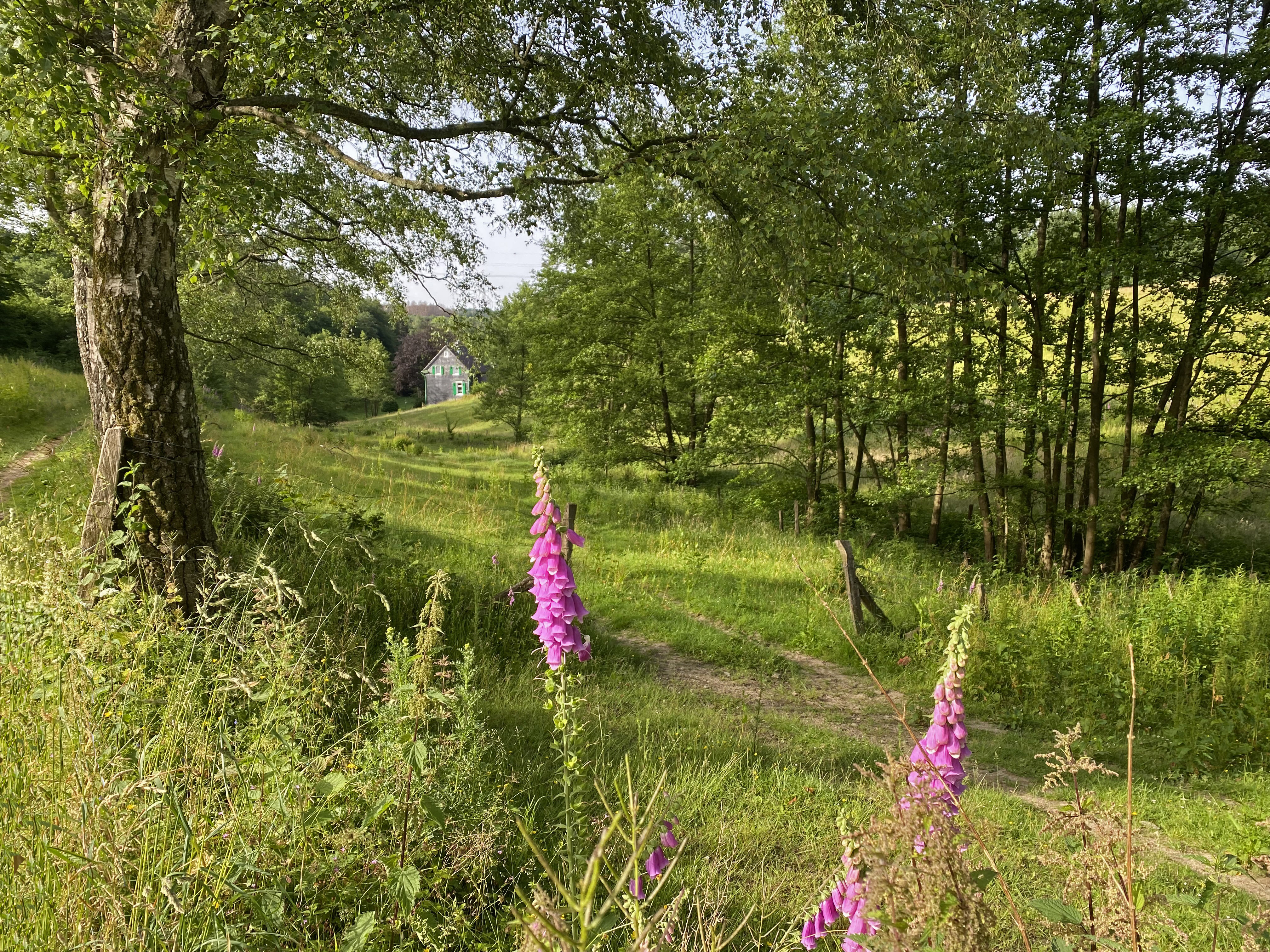
Unterer Baisiepen – vor der Mündung in den Tenter Bach
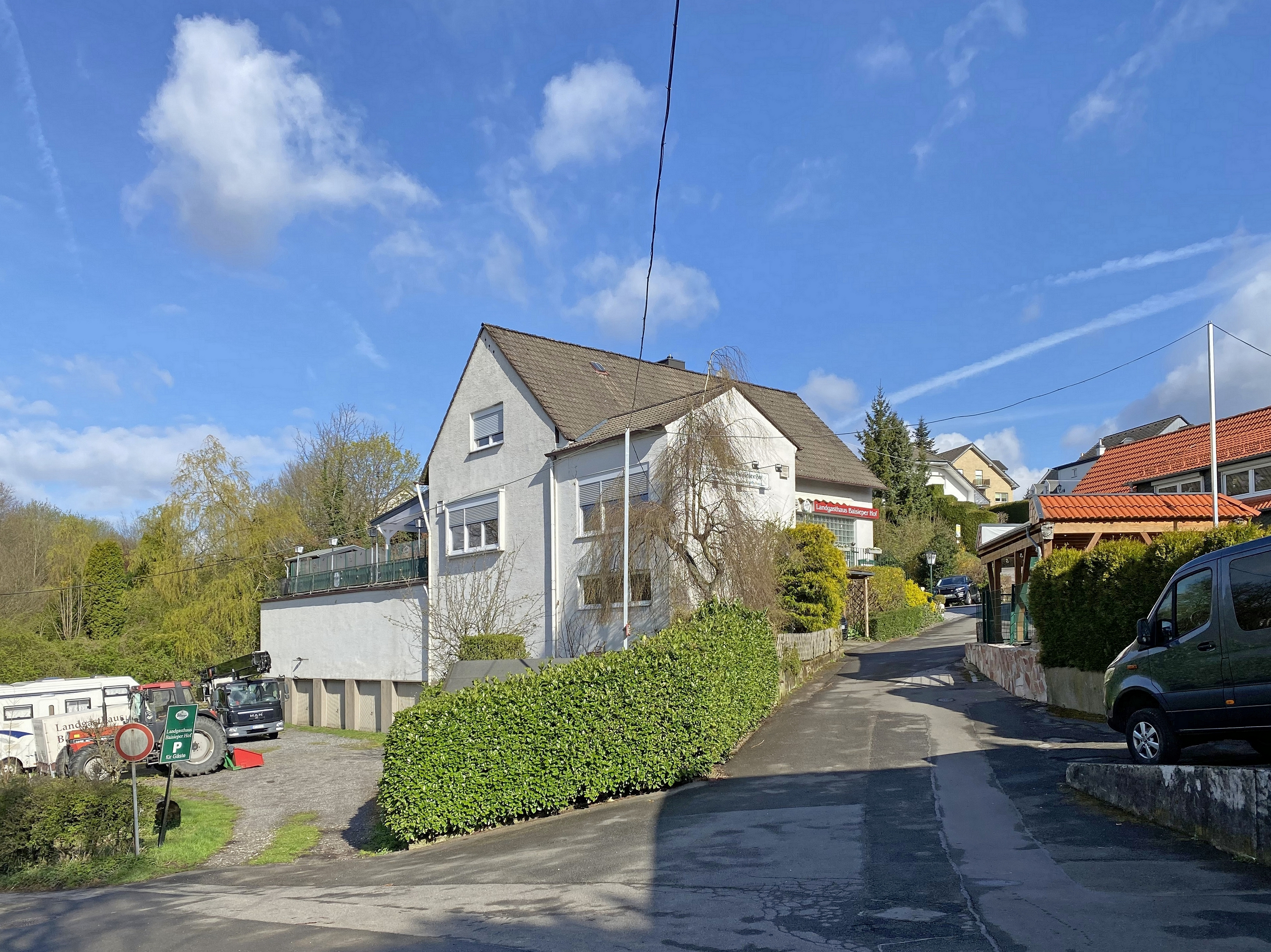
Restaurant Baisieper Hof – Baisiepen 6
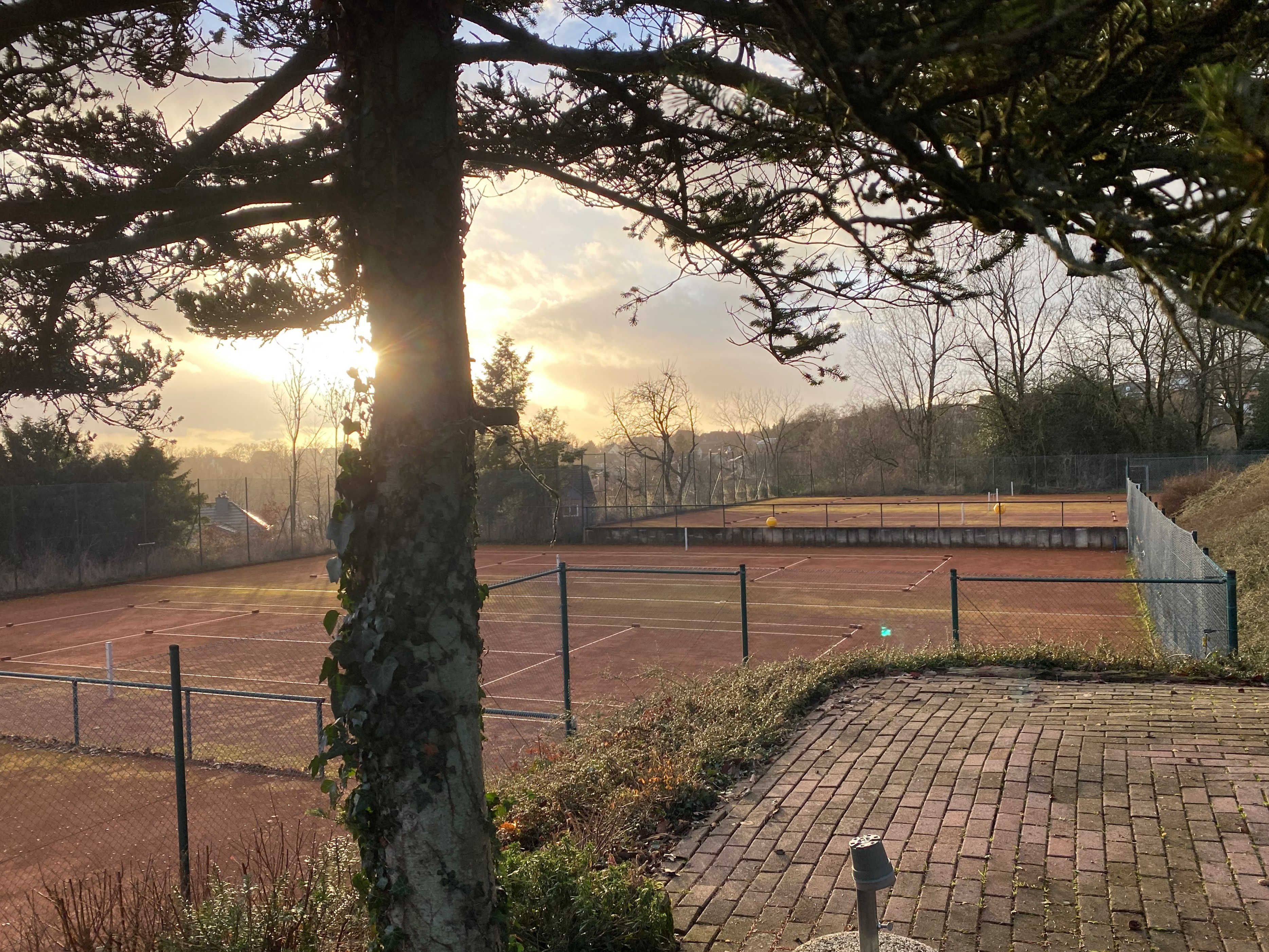
Tennisanlage TC Blau-Weiß e.V.